# Mîhailivka, Novoukraiinka
Mîhailivka (în ucraineană Михайлівка) este un sat în comuna Novomîkolaiivka din raionul Novoukraiinka, regiunea Kirovohrad, Ucraina.

## Demografie
Componența lingvistică a localității Mîhailivka
     Ucraineană (97,3%)
     Rusă (2,7%)
Conform recensământului din 2001, majoritatea populației localității Mîhailivka era vorbitoare de ucraineană (97,3%), existând în minoritate și vorbitori de rusă (2,7%).